# Wind (film 2019)
Wind è un cortometraggio d'animazione del 2019 scritto e diretto da Edwin Chang, prodotto dalla Pixar Animation Studios e distribuito dalla Walt Disney Studios Motion Pictures. È il quinto cortometraggio del programma SparkShorts della Pixar e si concentra su una nonna e un nipote che desiderano fuggire da un abisso senza fine. Il cortometraggio è stato rilasciato su Disney+ il 13 dicembre 2019 e in Italia il 24 aprile 2020.

## Trama
Ellis e sua nonna vivono in una misteriosa buca piena di rocce galleggianti e strani detriti di oggetti e vecchie macchine. Riescono a costruirsi una piccola casa fuori dalla spazzatura e mangiano solo patate, l'unico cibo che sono in grado di coltivare. Ogni giorno, la nonna chiede a Ellis di attaccarsi una corda per fluttuare e raccogliere gli oggetti che possono usare a loro vantaggio. In particolare, i due stanno costruendo un razzo in modo che possano fuggire dal buco e andare verso la luce intensa in alto. Un giorno, Ellis scopre un aereo abbandonato tra i rottami, ma si abbatte quando si rende conto che può sedersi solo una persona. La nonna mostra un piano al ragazzo per incoraggiarlo: una volta uscito dal buco deve tirare su il cavo legato al razzo alla cui estremità c'è lei legata.
Con gli ultimi ritocchi aggiunti al loro razzo. Ellis entra e vola verso l'alto; evitando le rocce e i detriti che passano. Nonostante alcune turbolenze, Ellis riesce a superare la cima e atterra all'esterno dove finisce in un campo lussureggiante e vede gli uccelli che volano sopra di lui. Quindi afferra il cavo e lo tira su, il che richiede quasi l'intera giornata. Con sua sorpresa, non è la nonna all'estremità del cavo, ma una scatola di patate. Abbraccia la scatola in lacrime di gratitudine per il suo sacrificio.

## Produzione
Alla Pixar, Edwin Chang ha iniziato la sua carriera come direttore tecnico di simulazione. Dopo aver presentato la sua idea per Wind, è stato selezionato per il programma e si è preso un anno sabbatico dal suo lavoro di lunga data, per creare un'ode animata alla sua storia di famiglia con l'aiuto del produttore Jesus Martinez e un team di animatori. Nel dicembre 2019 Edwin Chang, sceneggiatore e regista di Wind, ha descritto il cortometraggio come "La storia in sé è una storia di immigrazione". Chang pensava che "C'erano tutte queste storie nelle notizie sui bambini immigrati e, sebbene la mia storia non fosse direttamente correlata a quelle, c'erano molti parallelismi che le rendevano molto più significative per noi." Sua nonna e il padre fuggirono dalla Corea del Nord alla Corea del Sud durante la Guerra di Corea. Suo padre poi emigrò negli Stati Uniti e dovette lasciare sua nonna. Alla fine si riunì a loro, ma la separazione ha provocato un cambiamento su Changng. La sua storia familiare è servita come principale fonte di ispirazione per Wind, e l'attuale clima politico ha reso i temi ancora più rilevanti.

## Colonna sonora
Andrew Jimenez che ha composto la musica per il cortometraggio Pixar Kitbull, ha composto la musica per Wind. La colonna sonora è stata pubblicata il 28 febbraio 2020.
Tracce
Testi e musiche di Andrew Jimenez.
1. Logos – 0:19
2. Wake Up – 1:00
3. Gathering – 1:24
4. Another Try – 0:34
5. No – 0:16
6. A New Plan – 0:47
7. Build and Launch – 1:34
8. Build Intro (Alternate Version) – 0:25
9. Alone – 1:00
10. Alone (Alternate Version) – 0:51
11. End Titles – 1:08
12. Wind Demo Musical Atmosphere – 1:05
13. Wind Demo Themes – 0:15

Durata totale: 10:38

## Distribuzione
Il cortometraggio è stato rilasciato su Disney+ il 13 dicembre 2019, e in Italia il 24 aprile 2020.

## Accoglienza
Wind ha ottenuto una risposta critica generalmente positiva, con gli scrittori che lo considerano "strappalacrime" e "magico". Alex Reif di The Laughing Place ha descritto il cortometraggio come "mentre la fine è un po' prevedibile fin dall'inizio, è comunque uno strappalacrime". Shireen Honmode di MEAWW ha ritenuto che il corto mostrasse "una metafora della vita delle persone che lottano per arrivare a fine mese".